# فورمات الكالسيوم
 فورمات الكالسيوم  مركب كيميائي له الصيغة Ca(HCOO)2، ويكون على شكل مسحوق بلوري أبيض. وهو ملح الكالسيوم لحمض الفورميك (حمض النمل).

## الخواص
- لمركب فورمات الكالسيوم انحلالية جيدة في الماء حوالي 160 غ/ل.

## الوفرة الطبيعية والتحضير
يوجد مركب فورمات الكالسيوم في الطبيعة على شكل معدن فورميكايت Formicaite.
يحضر فورمات الكالسيوم من تفاعل حمض الفورميك (حمض النمليك) أو أحادي أكسيد الكربون مع هيدروكسيد الكالسيوم.
CO + Ca(OH)2 → Ca(HCOO)2
كما يمكن أن يحضر من تفاعل فورمالدهيد مع أحد مركبات الكالسيوم في محلول مائي (مثل هيدروكسيد أو فوق أكسيد الكالسيوم).

## الاستخدامات
- يستخدم فورمات الكالسيوم كمضاف غذائي وذلك كمادة حافظة لها رقم الإي E 238.[6]
- يستخدم من أجل تحضير الفورميك.